# Талиллинская железная дорога
Талиллинская железная дорога (англ.: Talyllyn Railway, валл.: Rheilffordd Talyllyn) — узкоколейная железная дорога (686 мм) длиной в 11,67 км (7,25 мили), соединяющая Тиуин со станцией «Нант Гуэрнол», что за посёлком Абергинолуин. Открылась в 1866 г. для транспорта сланцев от каменоломни Брин Эглуис к морю и оказалась первой узкоколейной линией в Британии, которая получила официальное разрешение на пассажирские перевозки после принятия в 1865 г. Парламентского Акта, принципиально разрешающего такого рода действия. В 1951 г. дорога перешла под контроль Талиллинского общества сохранения железных дорог и с тех пор функционирует как первая в мире историческая железная дорога, управляемая компанией, этим обществом организованной.

## Маршрут

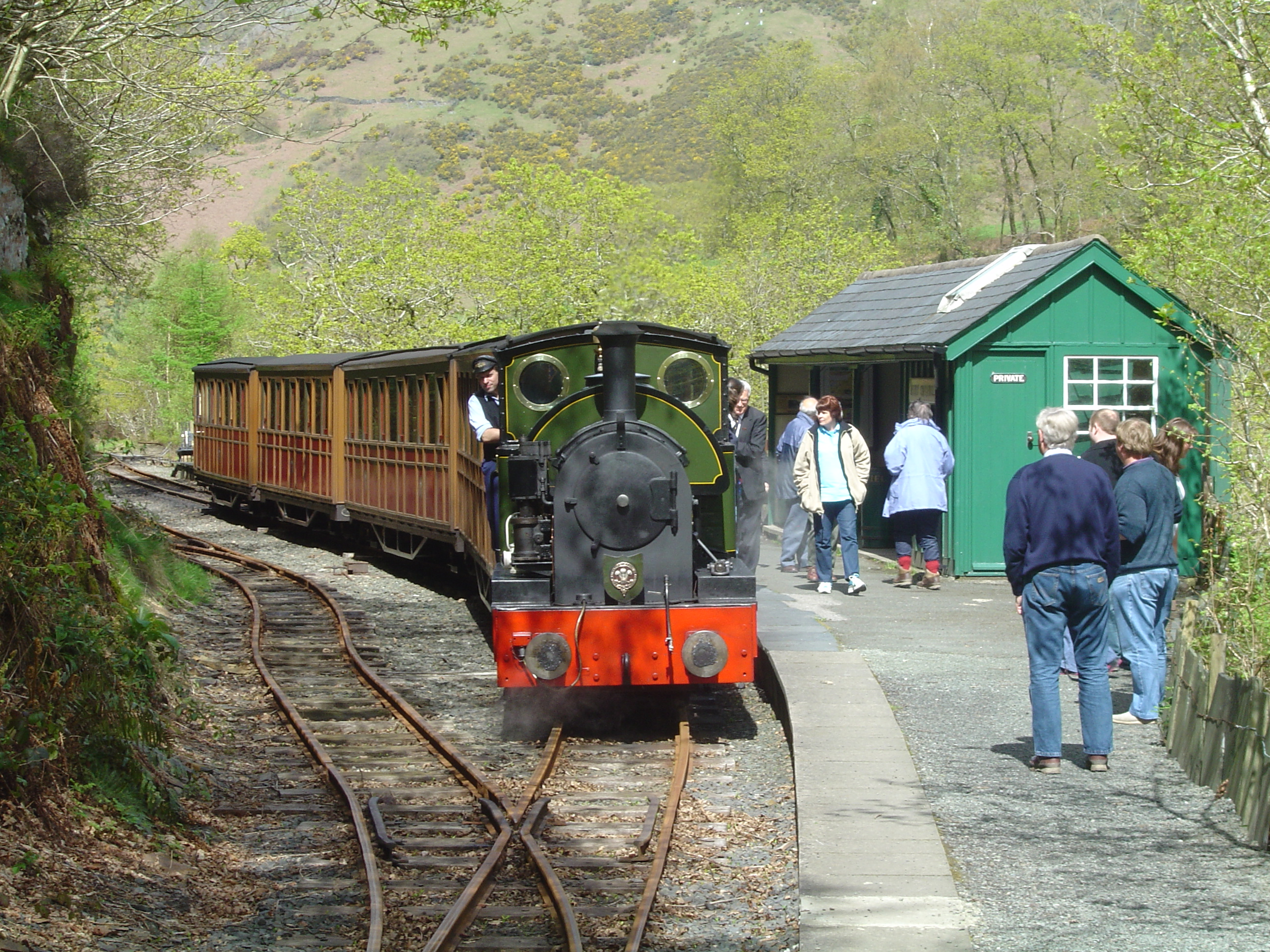
Станция «Нант Гуэрнол»

Линия начинается в небольшом приморском городе Тиуине рядом с Кембрийской линией, использующей стефенсоновскую колею. Станция «Тиуинская перевалочная» (Tywyn Wharf railway station) прежде называлась «Станцией Кинга» (King’s station) по фамилии владельца земли, на которой она находилась, и служила для перевалки сланцев из узкоколейных вагонеток в вагонетки стандартной колеи. Пассажирские поезда в те времена на станцию не заходили.

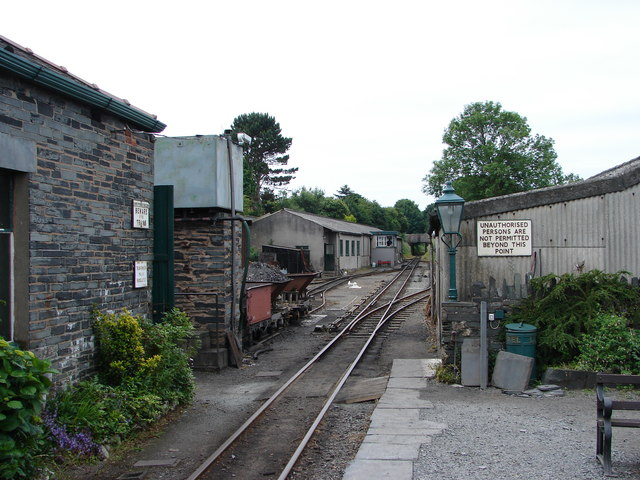
Станция «Пендре»

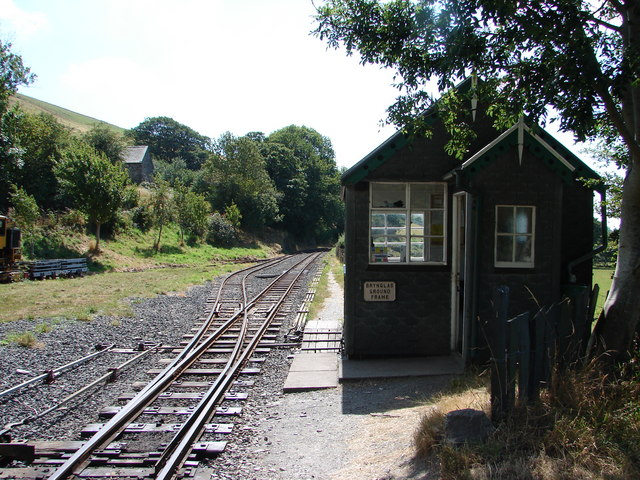
Станция «Бринглас»

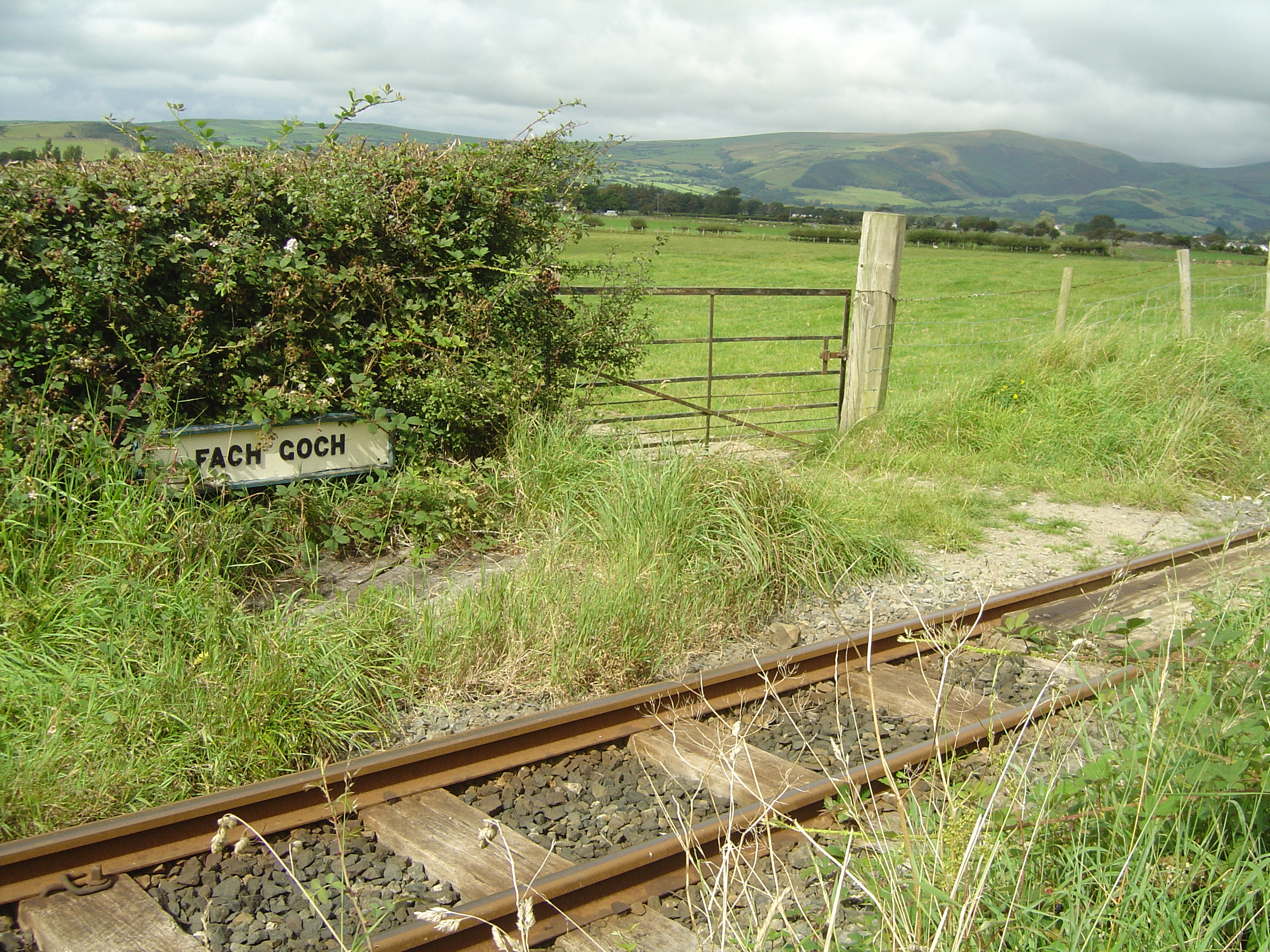
Станция «Вах-Гох»

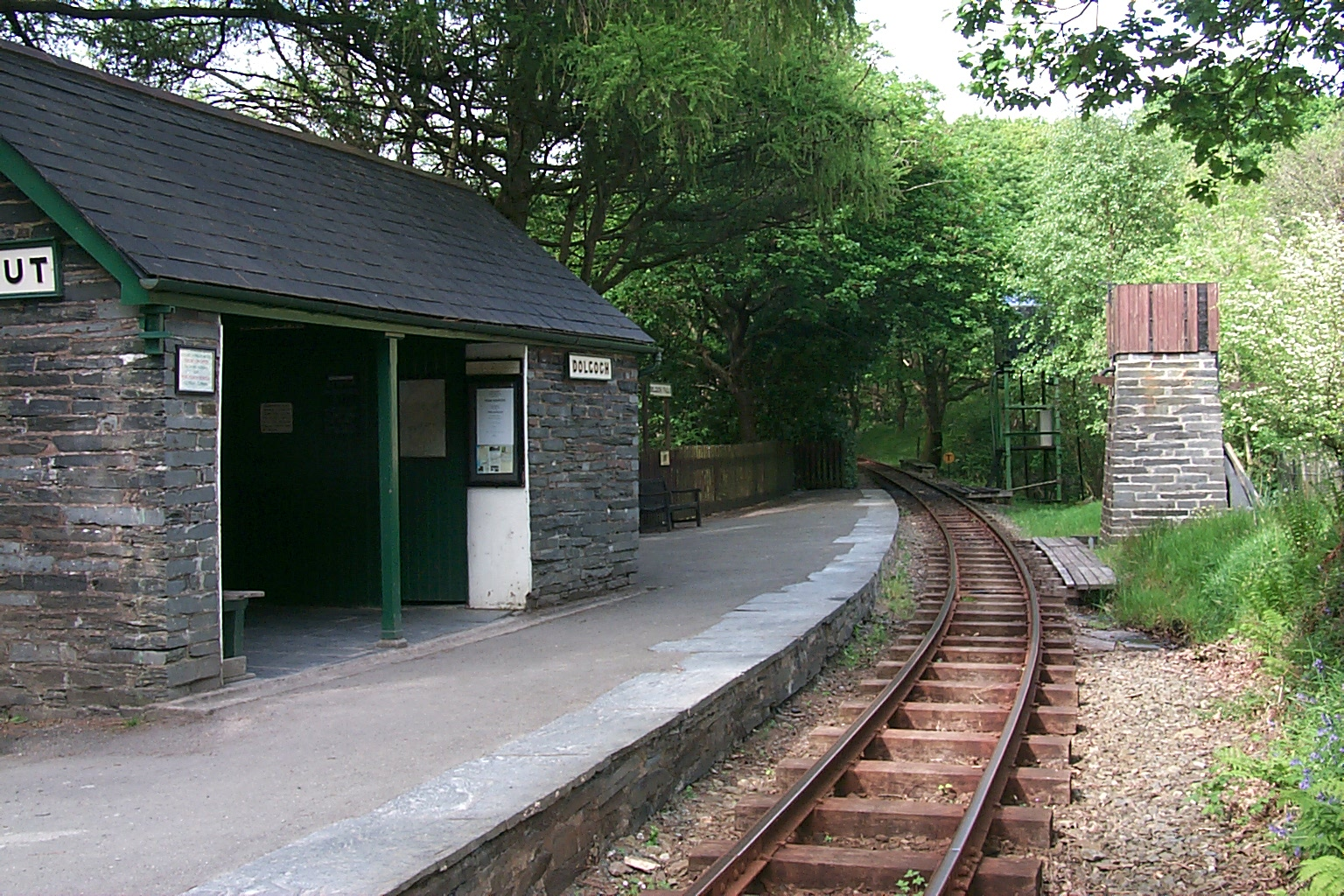
Станция «Долгох»

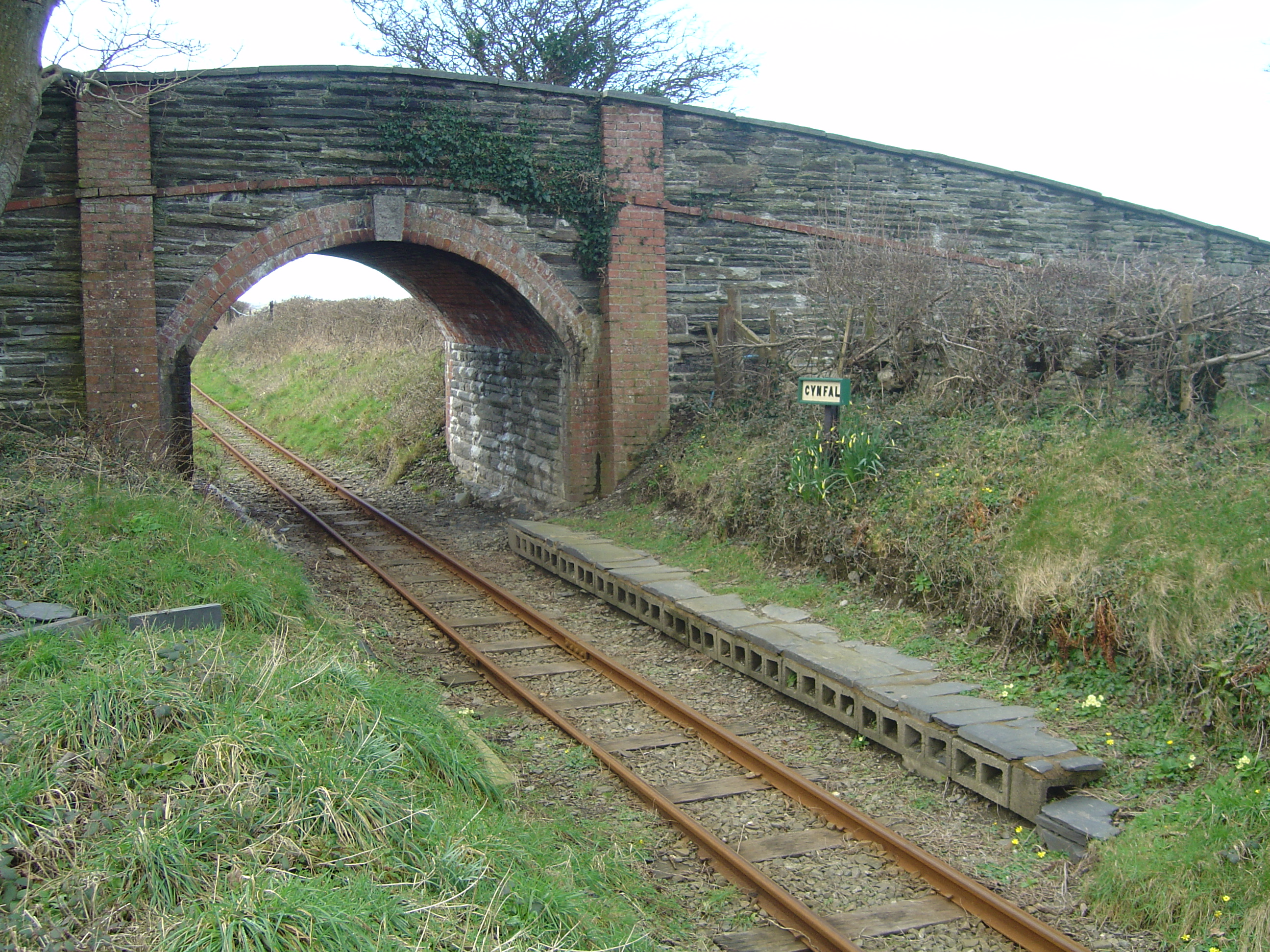
Станция «Кинвал»

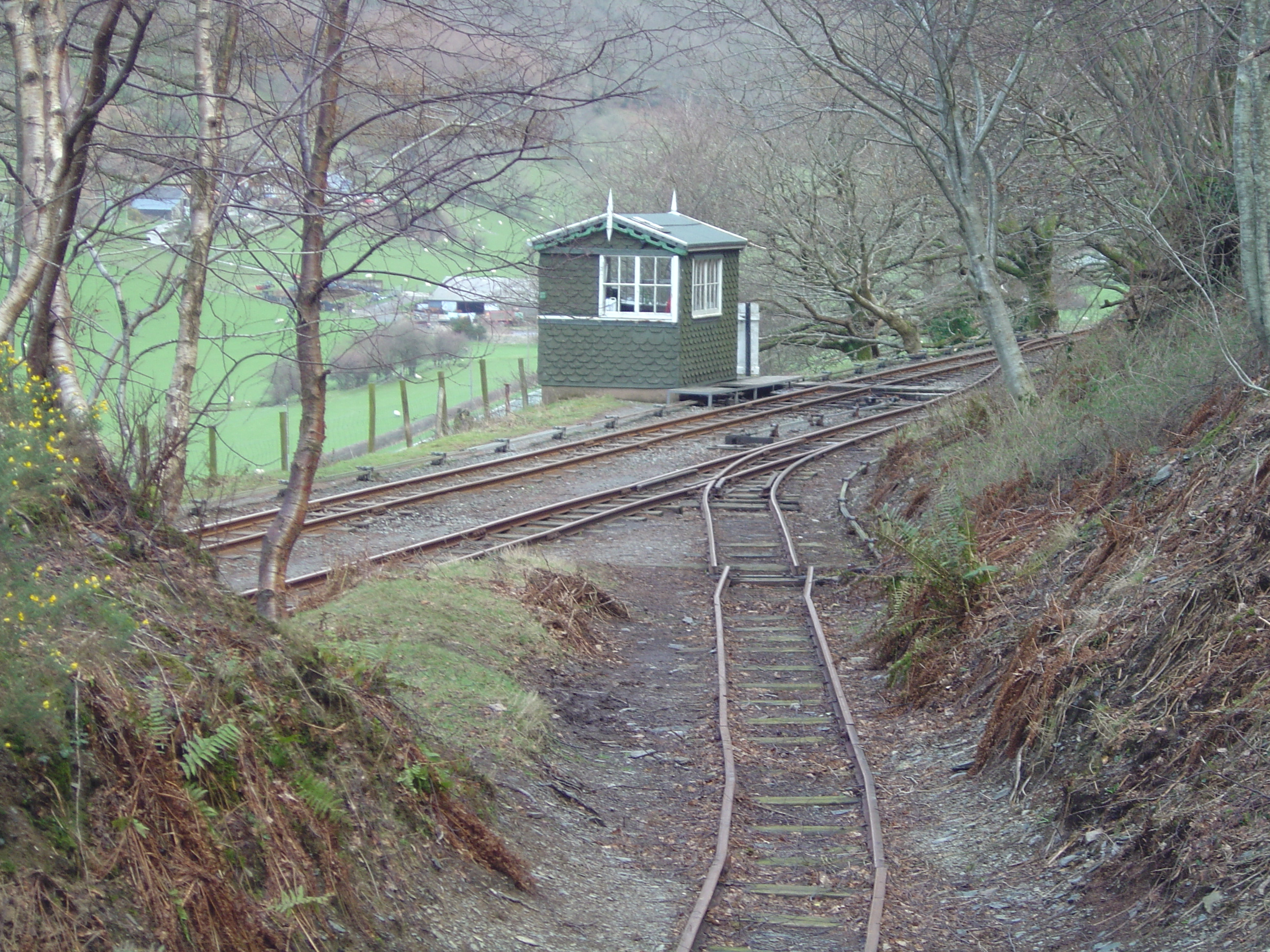
Карьерный разъезд

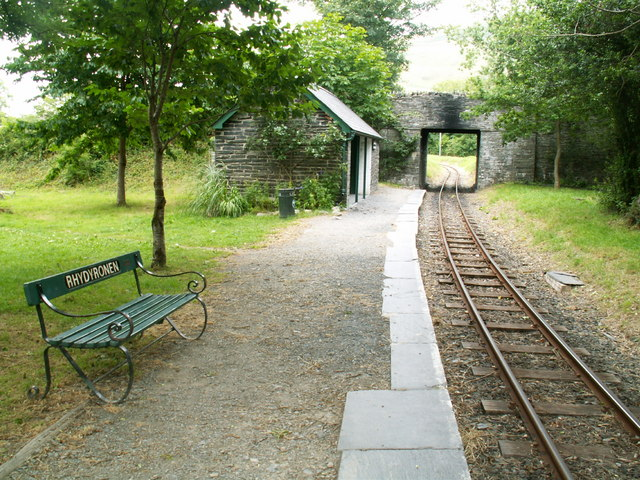
Станция «Ридиронен»

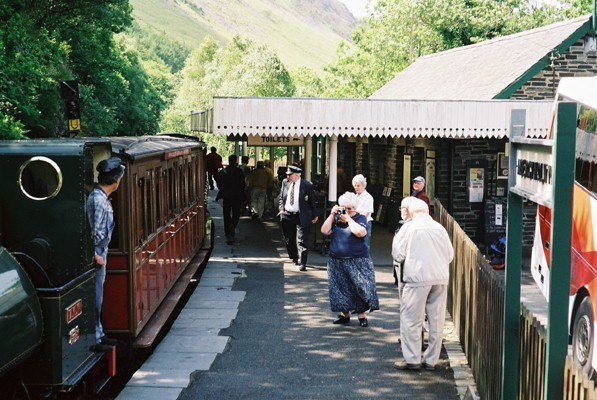
Станция «Абергинолуин»

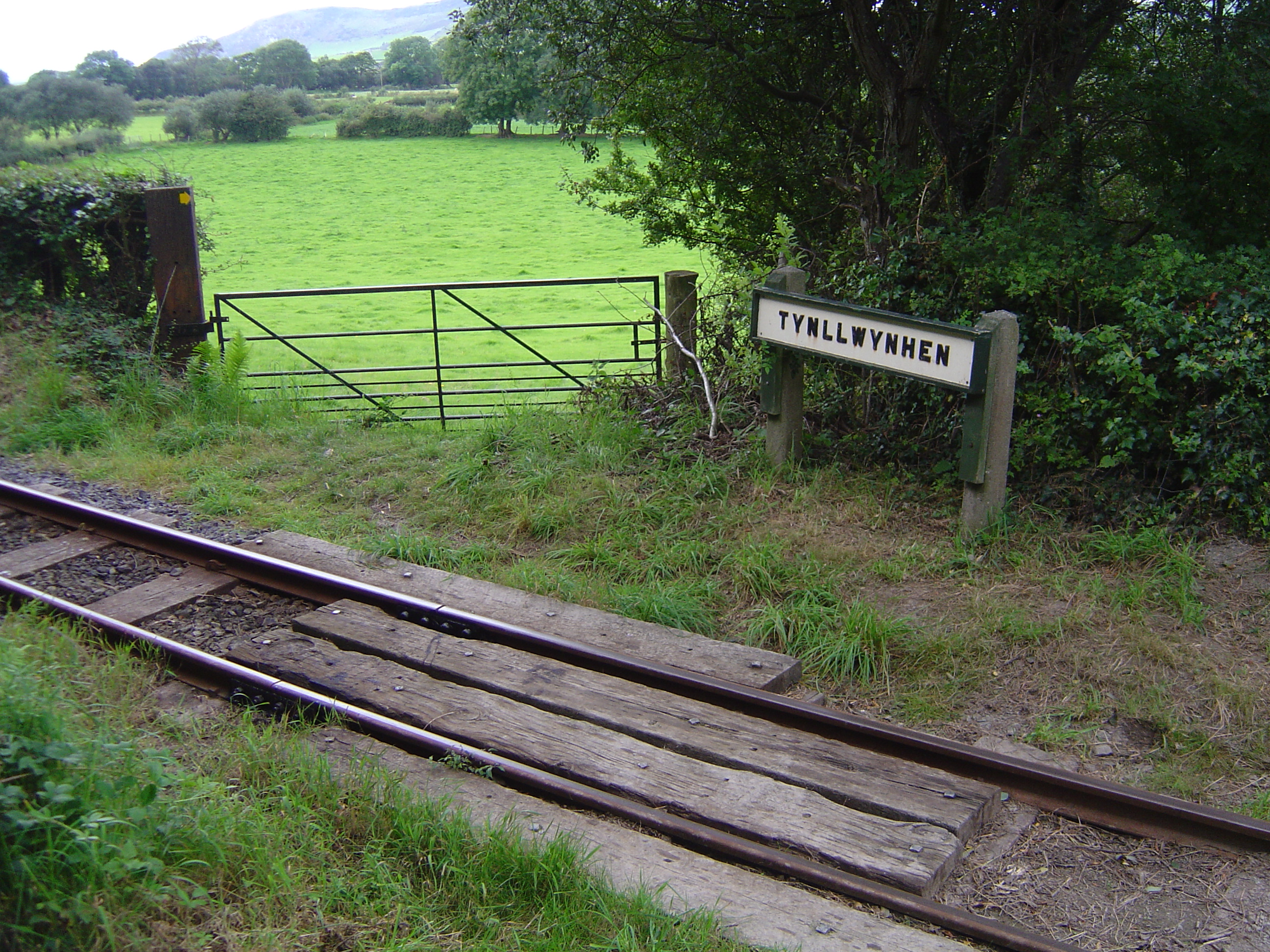
Станция «Тинллуинхен»

Путь за «Тиуинской перевалочной» ныряет под шоссе A493, следует выемкой и, пройдя ещё под одним мостом, оказывается на станции «Пендре» (Pendre), где и начиналось раньше пассажирское движение, а теперь располагаются паровозный сарай, вагонное депо и железнодорожные мастерские. На северном краю упомянутой восьмисотметровой выемки прежде находился запасной путь, который использовался как сортировочная горка.
За «Пендре» линия пересекает переездом последнюю на её пути городскую улицу и, миновав заводскую зону, оказывается среди полей и лугов, принадлежащих местным фермерам. Здесь она делает несколько остановок «по требованию»: «Вах-Гох» (Fach Goch), обслуживающую одноимённую ферму и оборудованную запасным путём, служившим в 1971—1982 гг. для отвала ненужной породы из думпкаров; «Кинвал» (Cynfal) — небольшую платформу возле моста на дороге, ведущей к ферме Кинвал; «Ридиронен» (валл.: Rhydyronen — Ясеневый брод) — первую промежуточную станцию на линии, устроенную в 1867 г., и «Тинллуинхен» (Tynllwynhen), — а затем прибывает на разъезд «Бринглас» (Brynglas).
Немедленно за «Брингласом» путь пересекает ручей Панди (Pandy) и бежит, поднимаясь всё выше, среди лугов к Долгохской долине, где пересекает виадуком высотою в 16 м Долгохский ручей (Nant Dol-gôch), заросший в этом месте лесом, и заходит на станцию «Долгох» (валл.:Dolgoch — Красный луг), известную своими водопадами. Почти сразу за Долгохом на линии расположился ещё один разъезд, где к основному пути присоединяется путь от ныне бездействующей каменоломни, которая прежде снабжала дорогу балластом. Пройдя этот разъезд, линия поднимается среди лугов и перелесков к Абергинолуину (Abergynolwyn) и заходит на одноимённую станцию, расположенную не в самом посёлке, а примерно в полумиле от него. Здесь прежде заканчивалось пассажирское движение и дальше ходили только товарные составы к каменоломне Брин Эглуис (Bryn Eglwys). Расстояние от Тиуина до Абергинолуин составляет 10,54 км.
За станцией «Абергинолуин» дорога забирает вправо и проходит мимо посёлка и выше него на 46 м. Здесь путь проложен по высокому берегу реки Дисинни (Dysynni), поросшему густым лесом. Через некоторое время линия оказывается на станции «Нант Гуэрнол» (Nant Gwernol), которая открылась для пассажирского движения в 1976 г. и на 2013 г. является конечной станцией дороги.

## История

### Постройка

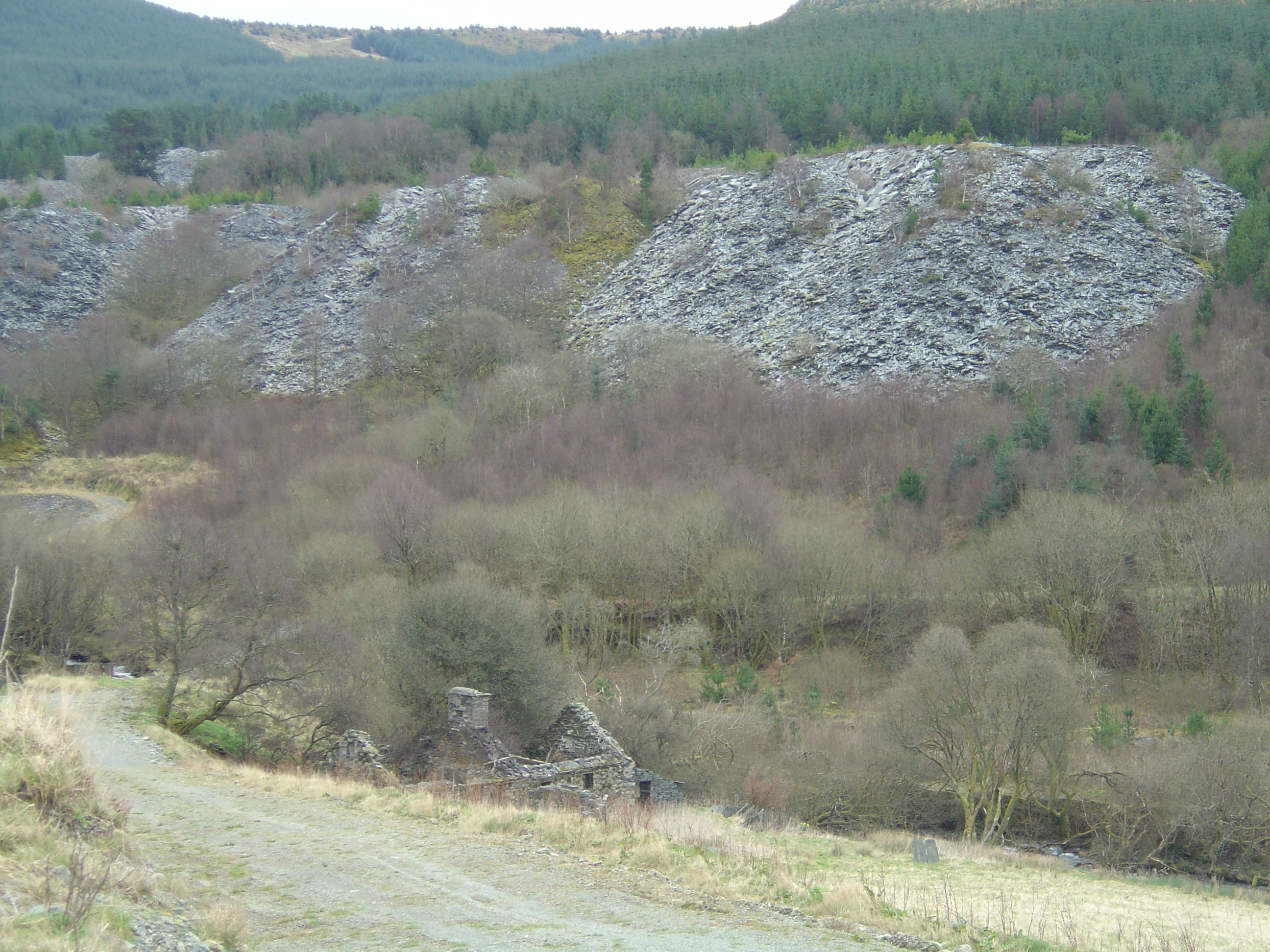
Каменоломня Брин-Эглуис

Сланцы близ Тиуина начали добывать на небольших каменоломнях в 1830-х гг., а в начале 1840-х открыли и первую крупную — Брин-Эглуис (Bryn Eglwys). Обработанную породу на мулах доставляли в деревушку Пеннал (Pennal), перегружали в лодки и везли в Абердови (Aberdovey), что южнее Тиуина, чтобы отправить её дальше морским путём. В 1861 г., с началом войны Севера и Юга, резко сократились поставки хлопка из Соединённых Штатов, что заставило британских предпринимателей, ранее занимавшихся текстильной промышленностью, диверсифицировать свои вложения. Одним из таких предпринимателей оказался Вильям Мак-Коннел (William McConnel), с 1859 г. живший в собственном доме в Долгеллае (Dolgellau), что возле Тиуина. В январе 1864 г. он организовал «Абердовскую сланцевую компанию» (Aberdovey Slate Company), арендовал у местного землевладельца Льюиса Морриса Махинллетского (Lewis Morris of Machynlleth) Брин-Эглуис и принял в 1864 г. решение, что его компания выделит денег на прокладку узкоколейной железной дороги от каменоломни до Абердови. В 1863 г. «Прибрежная железная дорога Аберистуита и Уэлса» (Aberystwith [sic] and Welsh Coast Railway) дотянула свою стефенсоновскую колею до Тиуина, который был гораздо ближе к Брин-Эглуису, чем Абердови, и Мак-Коннел по размышлении изменил маршрут планируемой узкоколейки на тиуинский.
Парламентский акт от 5 июля 1865 г. предоставил компании Королевскую санкцию осуществлять на линии пассажирское движение, что было первым разрешением на такого рода действия для узкоколейных железных дорог. Главным инженером назначили Джеймса Свинтона Спунера (James Swinton Spooner), старшего сына Джеймса Спунера (James Spooner), который в своё время вместе с Генри Арчером строил Фестиниогскую железную дорогу. На сентябрь 1865 г. строительство достигло стадии, где Комиссия по торговле (Board of Trade) в лице капитана Генри Тайлера (Henry Tyler) смогла провести первую инспекцию.

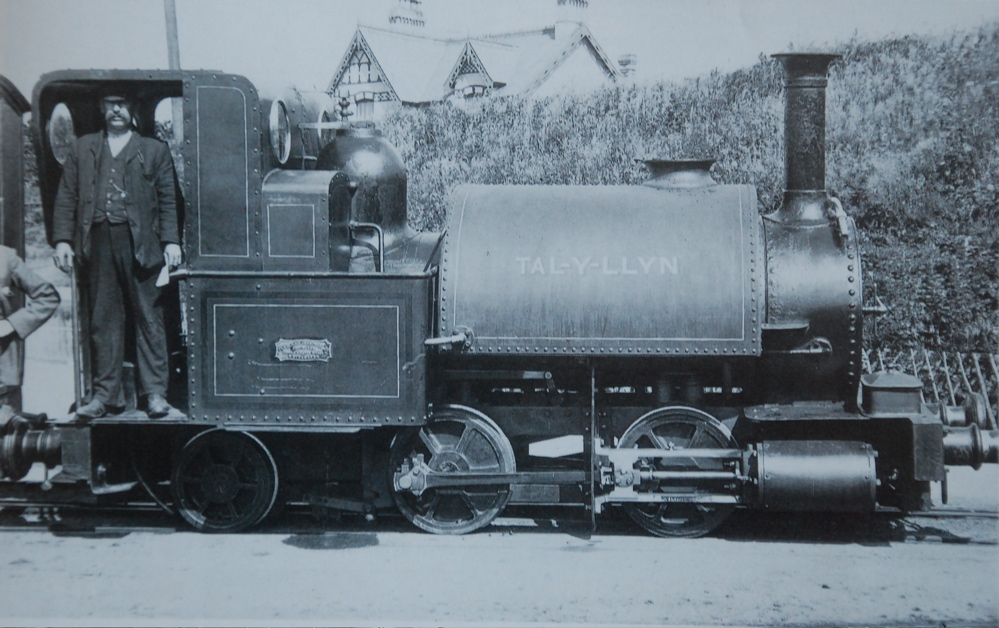
Паровоз № 1 в 1904 г. Видна поддерживающая ось.

Неожиданно обнаружилось, что принятый на дороге габарит слишком тесен: если, например, вагон должен был остановиться между опорами нависающего моста, то для пассажиров становилось проблематичным выйти из него, ибо остающийся зазор оказывался слишком мал — 61 см вместо полагавшихся 76-и. Компания предложила выйти из создавшегося положения следующим образом: разместить двери только на одной стороне вагона, а путь под мостами прокладывать не по центру, а со сдвигом в сторону, куда была обращена глухая вагонная стенка. Второе важное замечание касалось паровозов: № 1 сильно раскачивался в вертикальном направлении, а № 2 — в горизонтальном. Для решения этой проблемы № 1 отправили обратно на завод, где под него сзади подкатили поддерживающую ось, а на № 2 отрегулировали рессоры и укоротили пальцы кривошипов.
В начале 1866 г. все замечания были устранены, дорогу достроили и в октябре по ней началось движение, хотя официального разрешения от Комиссии ещё не поступало. Пассажиры пользовались линией «на свой страх и риск», возможно даже, что с них за это не взимали плату. Тайлер произвёл финальную инспекцию дороги, в декабре того же, 1866 г., сделали расписание, и первая пассажирская узкоколейная железная дорога официально открылась.

### 1866—1909 гг.

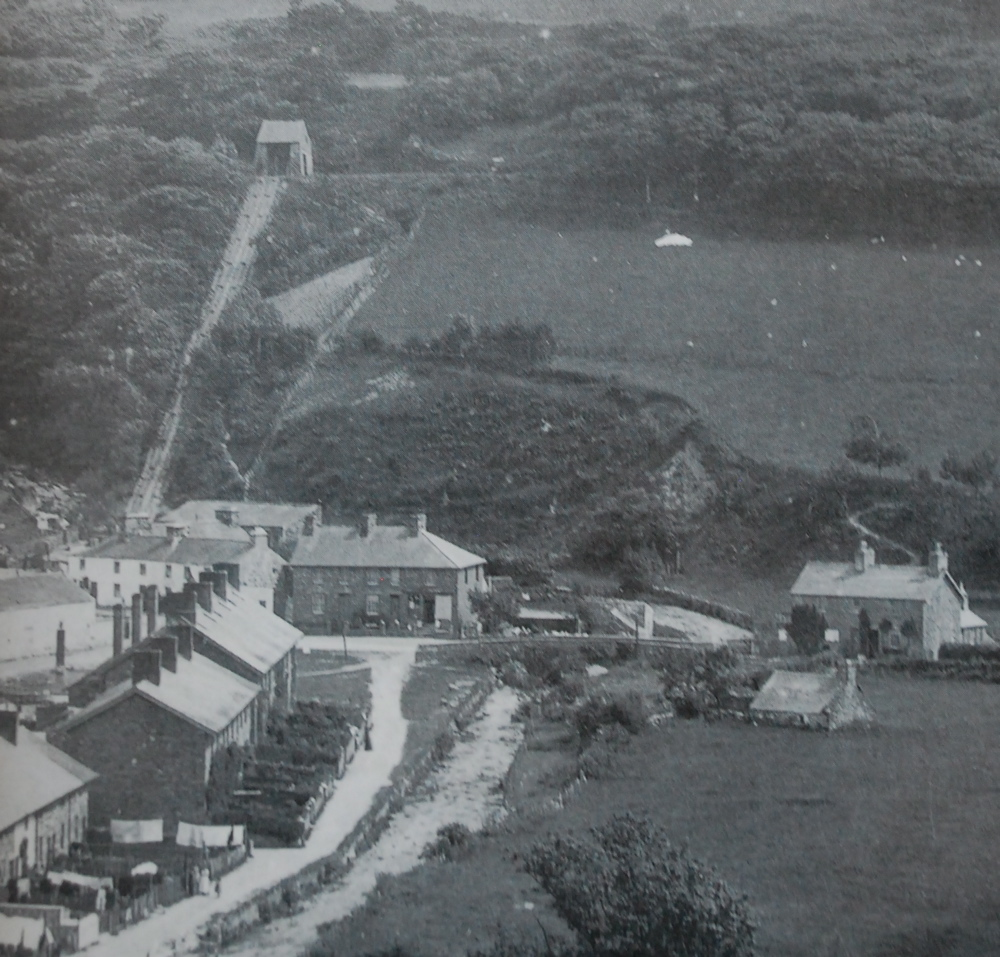
Стационарная подъёмная машина возле уклона, ведущего в Абергинолуин

Первоначально тяга на однопутной Талиллинской дороге осуществлялась двумя паровозами, что позволило ввести на ней жезловую систему безопасности с единственным жезлом. По английской железнодорожной терминологии такой способ движения назывался «только один локомотив под пара́ми» (one engine in steam). Паровозные стойла располагались близ станции «Абергинолуин», но с открытием депо на станции «Пендре» 17 февраля 1867 г., локомотивы для отдыха и ремонта стали ставить туда.
При открытии линии пассажирское сообщение было установлено между двумя станциями: «Пендре» и «Абергинолуин». Промежуточные же остановочные пункты строились и вводились в эксплуатацию постепенно — до 1873 г. Для товарного сообщения с Абергинолуином, который находится ниже железнодорожного полотна, пришлось устроить крутой спуск с двумя параллельными путями, по которым грузовые вагоны скатывали к посёлку, а затем поднимали к основной линии с помощью стационарной машины. Машина размещалась в здании, разобранном в 1968 г., когда началась реконструкция рельсового пути, чтобы пустить поезда к станции «Нант Гуэрнол».
Талиллинская дорога приносила неплохую прибыль, поскольку на каменоломне Брин-Эглуис добывалось около 8000 т сланцев ежегодно (1880), а поток пассажиров в первое десятилетие её существования вырос примерно вдвое: 11500 — в 1867 г. и 23000 — в 1877 г. С приходом 1880-х гг. ситуация поменялась: спрос на сланцы упал и, соответственно, сократилась их добыча. Уже в 1890 г. Брин-Эглуис производила только половину своего прежнего объёма продукции — 4000 т. В 1896 г. из-за забастовок на крупной Пенринской каменоломне (Penrhyn Quarry) спрос на сланцы снова ненадолго вырос, и Вильям Мак-Коннел решил воспользоваться конъюнктурой, чтобы выжать под конец всё возможное из Брин-Эглуиса — срок аренды этой каменоломни истекал в 1910 г. На предприятии перестала соблюдаться техника безопасности и начался постепенный демонтаж оборудования.

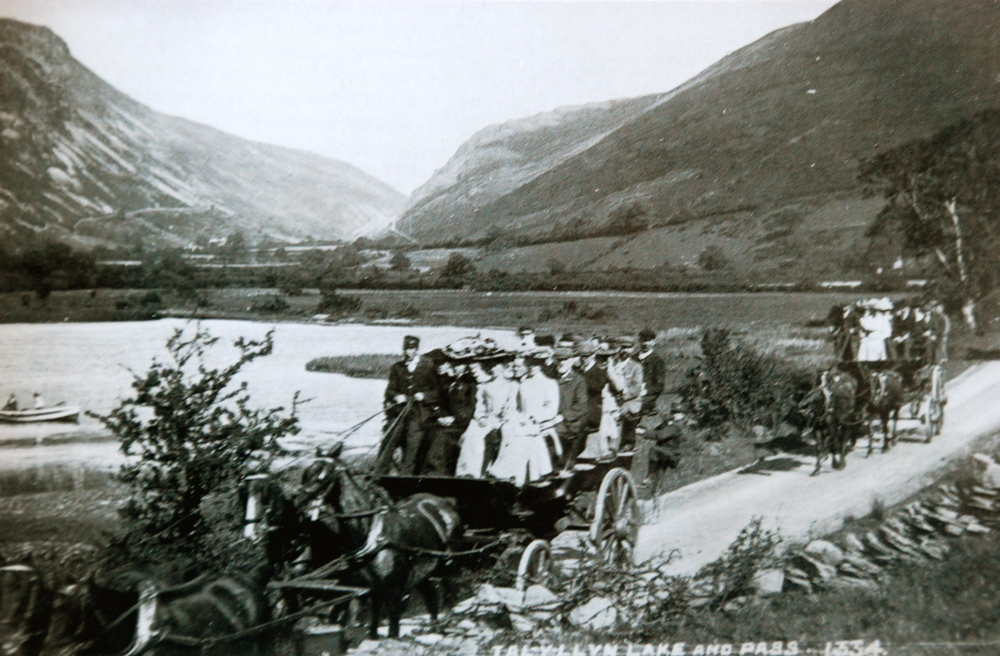
Шарабан возле озера Талиллин

Пассажирское же движение в это время, напротив, переживало подъём. В 1886 г. открылся туристический маршрут под названием «Grand Tour», и путешествие поездом Талиллинской железной дороги стало одним из этапов этого маршрута, быстро ставшего весьма популярным. Туристы садились в Махинлете на поезд «Корриской железной дороги» и ехали до Корриса, где пересаживались в шарабаны, которые доставляли их к озеру Талиллин. Здесь они отдыхали в отеле «Пен-и-Бонт» (Pen-y-Bont), чтобы затем отправиться теми же шарабанами в Абергинолуин, где пересесть на поезд «Талиллинской железной дороги» и ехать до Тиуина. Из Тиуина поезд «Кембрийской линии» доставлял путешественников обратно в Махинлет. Маршрут просуществовал более 40 лет и был закрыт в 1930 г.

### 1910—1950 гг.
Каменоломня Брин-Эглуис была основным работодателем для жителей округи. Закрытие предприятия обернулось бы катастрофой для них, чего не мог допустить избранный в январе 1910 г. в парламент местный землевладелец Генри Гайдн Джонс (Henry Haydn Jones). В том же 1910 г он купил каменоломню, а в январе 1911 г. снова начал добычу ископаемых. Первоначально разрабатывалась так называемая «Широкая жила» (Broad Vein), содержавшая относительно твёрдые сланцы, которые однако не пользовались популярностью у покупателей и потому плохо продавались. Тогда Джонс переключился на разработку «Узкой жилы» (Narrow Vein), где сланцы были «мягче», но капитала для расширения работ у него не было, и практика нарушения техники безопасности для уменьшения расходов продолжилась.

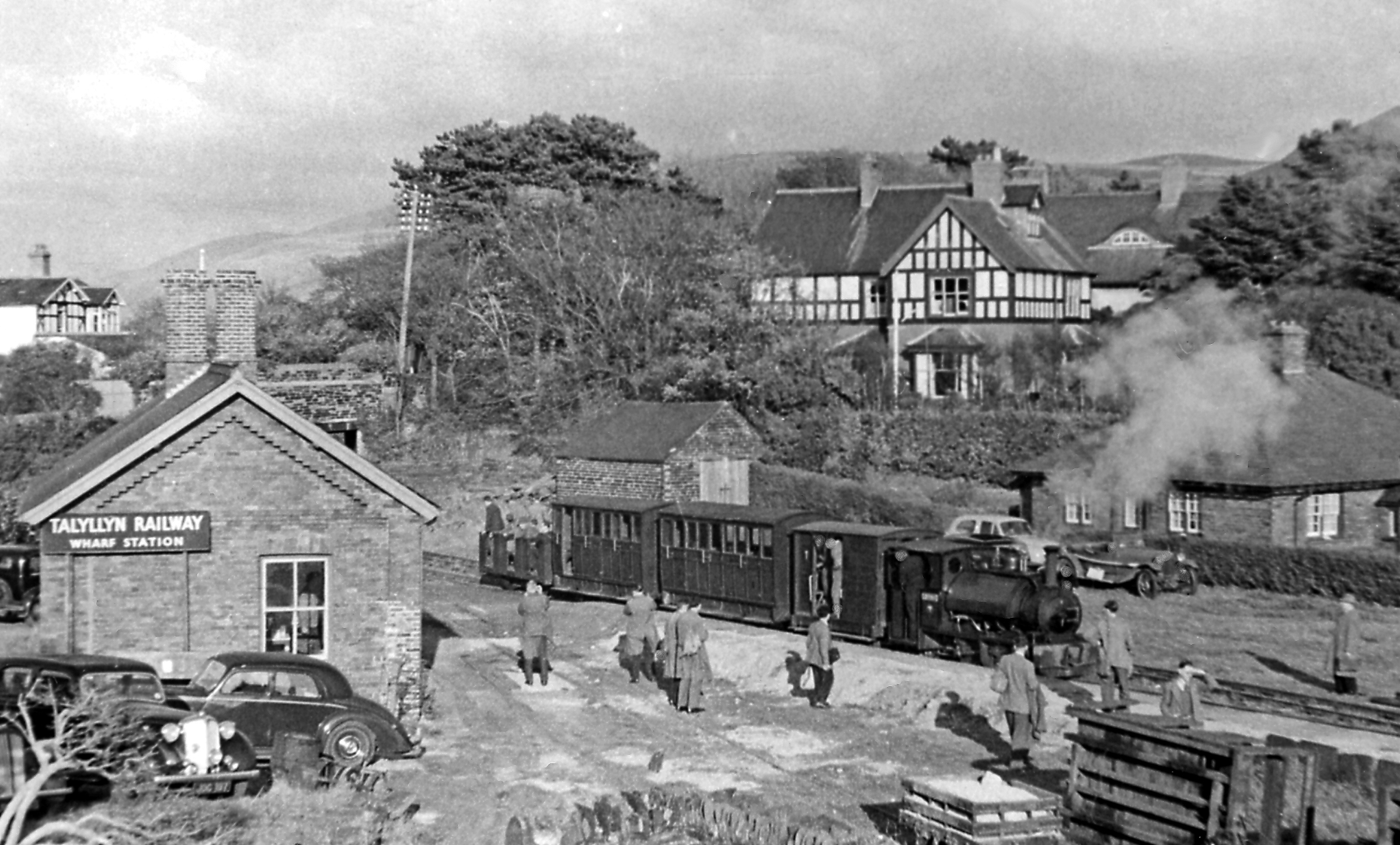
«Тиуинская перевалочная». В хвосте поезда — сланцевый вагон, переделанный в пассажирский

Короткий строительный бум, возникший по окончании Первой мировой войны, позволил снова увеличить добычу сланцев и довести её до 4000 т в год. Одновременно с ростом грузовых перевозок выросло пассажирское движение: «Ревущие двадцатые» возродили интерес к туристическим поездкам. Чтобы справиться с наплывом туристов в выходные и праздничные дни, дорога стала использовать как пассажирские обычные сланцевые вагоны, просто монтируя на них дощатые скамейки. Такие вагоны нанимались гуляющими компаниями, доставлялись паровозом до Абергинолуина, а вечером того же дня скатывались под влиянием силы тяжести обратно в Тиуин.
Великая депрессия 1930-х гг. и пришедшая вслед за ней Вторая мировая война подорвали и добычу сланцев, и туристический бизнес, а вслед за ним — и пассажирское движение. Например, в согласии с расписанием октября 1942 г. поезда по линии курсировали по понедельникам, средам и пятницам — в остальные дни движения не было. В 1946 г. по линии прекратили ходить товарные поезда: ослабли крепи Брин-Эглуиса, и каменоломню пришлось срочно закрывать. Гайдн Джонс, тем не менее, объявил, что дорога не прекратит функционировать, пока он жив, и пассажирские поезда продолжили работать на линии по два дня в неделю. Национализация железных дорог 1947 г. Талиллинскую линию не затронула, но 2 июля 1950 г. престарелый Джонс умер, и закрытие дороги стало делом недалёкого будущего — летний сезон, заканчивавшийся 6 октября, обещал стать последним.

### Превращение дороги в историческую
В 1950 году Том Ролт написал письмо в газету Бирнингем пост с предложением сохранить дорогу и превратить её в туристический аттракцион. Инициатива была поддержана, и дорога существует и поныне. Один из паровозов носит имя Тома Ролта.